# Ocelot velký
Ocelot velký (Leopardus pardalis) je malá kočkovitá šelma. Obývá tropickou a subtropickou Ameriku. Vyznačuje se výrazně zbarvenou žluto-rezavou srstí s množstvím tmavých skvrn, rozet a pruhů. Celkově je poměrně silně stavěn a má relativně krátký ocas. Dosahuje celkové délky 0,5 až 1 metru a hmotnosti 6 až 16 kg. Dobře šplhá a ve dne někdy odpočívá ve větvích stromů, nicméně obecně jde o zemního tvora. Umí velmi dobře plavat. Jeho potravu tvoří různí menší a středně velcí živočichové, především hlodavci, vačice, králíci, ptáci, plazi a ryby. Dokáže zabít i opice, pásovce, lenochody či kapybary.
Jeho kůže byla dříve považována za zvlášť cennou. V důsledku toho byly zabity stovky tisíc ocelotů, což způsobilo výrazný pokles počtu jedinců. Ocelot byl Mezinárodním svazem ochrany přírody veden jako zranitelný od roku 1972 do roku 1996, nicméně nyní (2017) je veden jako málo dotčený.

## Etymologie
Název ocelota pochází z aztéckého jazyka nahuatl, kde má toto slovo podobu ocēlōtl (vyslovuje se oːˈseːloːt͡ɬ (IPA)), ale znamená v překladu jaguár. Skutečný ocelot má v nahuatlu jméno tlālocēlōtl, což znamená „zemní jaguár“. Další možný původ jména je z latinského cellatus, což může znamenat „značený skvrnami ve tvaru očí“.

## Vzhled
Ocelot má krátkou, hustou, skoro sametovou srst. Rozlišujícím znakem jsou skvrny uspořádané v řetězcích na těle.

### Velikost
- Délka: 0,5–1 m
- Ocas: 30–45 cm
- Výška ramen: 40–50 cm
- Hmotnost: typicky 7–16 kg, výjimečně až 20 kg

### Zbarvení
Zbarvení a kresba ocelota jsou velmi složité a ze všech koček nejobtížněji popsatelné. Základní zbarvení je krémové, žlutohnědé, šedočervené či šedé. Skvrny jsou hnědé (intenzita hnědé se směrem od středu k okrajům snižuje). Tam, kde jsou otevřené (rozety), je srst uvnitř tmavší. Na ramenou, bocích a na hřbetě bývají rozety (skvrny) horizontálně protažené a vytvářejí pruhy. Směrem k břichu skvrnitost a intenzita základního zbarvení ustupují. Krk a břicho jsou bílé. Od očí přes temeno hlavy prochází černý pruh. Okraje ušních boltců jsou černé. Na zadní straně boltců je bílá skvrna. Konec ocasu je výrazně černě pruhovaný. V křovinatých územích je barva srsti tmavší až šedá. Kresba je podobná jako u kočky margay.

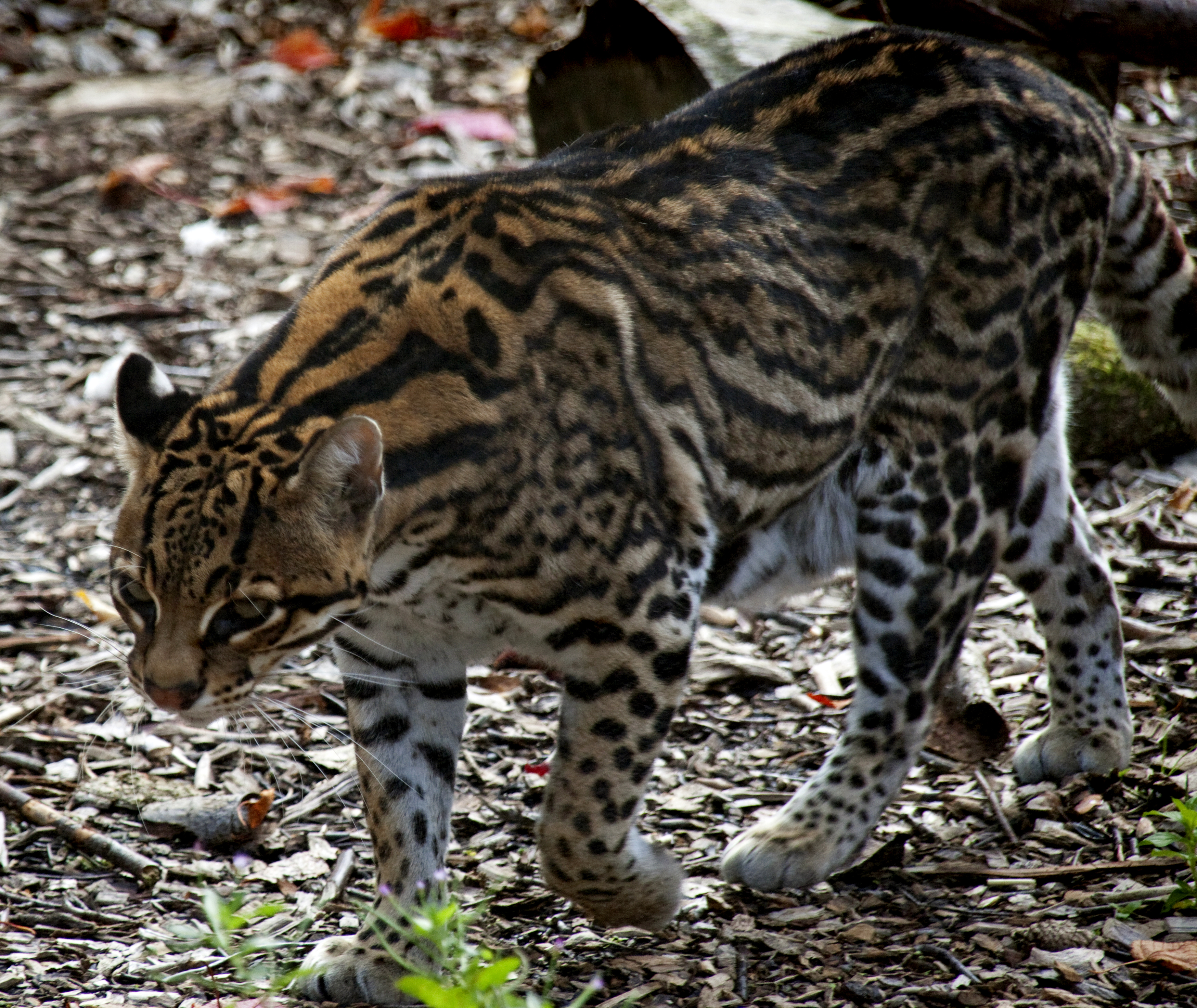
Ocelot a jeho typicky zbarvená srst

## Rozšíření
Ocelot je nejrozšířenější malou kočkou Ameriky. Žije na většině území pevninské Střední a velké části Jižní Ameriky. Svými severními okraji zasahuje oblast rozšíření i do Severní Ameriky. Na jihu se jeho území táhne až do jižní Brazílie, severní Argentiny a Uruguaye, na severu až po jih USA do států Texas a Arizona. Jediný stát Jižní Ameriky, kde se nevyskytuje, je Chile. Svou domovinu má i na ostrovech Trinidad a Tobago.

## Biotop
Obývá travnaté kraje, bažiny, křovinaté a lesnaté území, tropické a subtropické lesy. V lesních oblastech má jeho srst základní světlou a jasně žlutou barvu, což mu umožňuje skvěle sladit se s okolními zlatohnědými stromovými kmeny a zcela se ztratit. V křovinatých terénech má srst trochu tmavší odstín, který přechází do šedé, poskytujíc mu v tomto prostředí výbornou ochranu.

## Ekologie a chování
Ocelot je samotářská šelma. Dříve byl považován za převážně stromového tvora, ale sledování vysílačkou opatřených zvířat ukázala, že tomu tak není. Loví většinou na zemi, nicméně na stromech občas odpočívají. Jde převážně o nočního tvora (především tam, kde je pronásledován), který však může být aktivní i ve dne. Dokáže dobře plavat a vodě se nijak zásadně nevyhýbá. Samci jsou aktivnější než samice, nejspíše i proto že mají větší teritoria. Území samců měří asi 4 až 46 km2, samic od 1 do 15 km2.
Ocelot je výhradně masožravec. Loví většinou sám a především malé živočichy vážící do 1 kg. Jde o vačice, králíky, hlodavce, ptáky, ještěrky, hady, ryby, hmyz a zemní kraby. Někdy zabije i větší zvířata (aguti, kapybary, opice, želvy, mladé jeleny, pásovce, pekari, mravenečníky), nicméně většinou nejde o typickou kořist. Při lovu používá dvě základní metody. První je metoda pomalé chůze, kdy pozoruje a naslouchá okolí a při zaznamenání kořisti na ní zaútočí. Druhý způsob spočívá v tom, že několik desítek minut sedí na místě a čeká na potenciální kořist. Pokud se žádná neobjeví, přesune se jinam a znovu nějakou dobu vyčkává. Jakmile kořist uchopí, obvykle ji okamžitě usmrtí kousnutím do týla. Své drápy si často a důkladně brousí o kůru stromů, aby je měl vždy ostré.

### Rozmnožování
K páření dochází na podzim (říjen–listopad). Oceloti překračují hranice svých teritorií pouze na začátku období rozmnožování, kdy se odvažují své území opustit, a vydávají se hledat partnera. Námluvy iniciuje samice. Jakmile je připravena k páření, začne lákat samce výrazným hlasitým voláním. Během páření samec uchopuje samici za zátylek. Samice stimuluje a nabádá samce k páření opakovanými údery tlap. Březost trvá 79–85 dní.
Samice připravuje pro ně skryté a bezpečné hnízdo. Často vystýlá pelech z vlastní srsti, kterou si vytrhává z břicha. Průměrně se rodí tři mláďata hned těsně po sobě. Samice překousne pupeční šňůru a olizuje novorozence, dokud je důkladně neočistí a neosuší. Poté pozře zbytky plodových obalů.
Mláďata kočkovitých šelem jsou při narození osrstěná, ale prvních několik dní jsou slepá a bezmocná. Matka je opouští pouze v případě nezbytné nutnosti. V prvních týdnech je kojí mateřským mlékem a požírá veškeré jejich výkaly, aby hnízdo zůstalo čisté. Později, když se mláďata trochu víc vyrostou, matka přináší do hnízda drobnou živou kořist a nutí mláďata, aby si ji sama usmrtila. Po této přípravě mohou mláďata následovat matku na první lov. Mláďata se osamostatňují přibližně v roce a půl.
Samice se rozmnožují od stáří 18 až 22 měsíců, samci od stáří dvou let. Oceloti se dožívají v zajetí až 20 let, v přírodě to je podstatně méně – okolo 15 let.